# Mankivka (oblast de Tcherkassy)
Mankivka (ukrainien : Маньківка, russe : Маньковка) est une commune urbaine de l'oblast de Tcherkassy, en Ukraine. Elle compte 7 567 habitants en 2021.